# Čatrnja
Čatrnja är ett samhälle i Bosnien och Hercegovina.   Det ligger i entiteten Republika Srpska, i den nordvästra delen av landet, 170 km nordväst om huvudstaden Sarajevo. Čatrnja ligger 90 meter över havet och antalet invånare är 821.
Terrängen runt Čatrnja är platt.Närmaste större samhälle är Bosanska Gradiška, 3,7 km nordost om Čatrnja. 
Trakten runt Čatrnja består till största delen av jordbruksmark. Runt Čatrnja är det ganska tätbefolkat, med 67 invånare per kvadratkilometer.